# Weingut Peter Jakob Kühn
Das Weingut Peter Jakob Kühn ist in Oestrich-Winkel im hessischen Rheingau-Taunus-Kreis ansässig und erzeugt auf 24 ha Rebfläche Rieslinge und Spätburgunder. Gegründet wurde es 1703 und wird in der 10. Generation als Familienweingut geführt.

## Jahresproduktion
Das Weingut wird von Peter Jakob Kühn geführt und erzeugt jährlich ca. 100.000 Flaschen in Spontangärung. Seit 2002 ist das Weingut Mitglied im Verband Deutscher Prädikatsweingüter (VDP).

## Weinlagen
- Hallgartener Hendelberg (VDP.Erste Lage)
- Oestricher Klosterberg (VDP.Erste Lage)
- Oestricher Lenchen (VDP.Große Lage)
- Mittelheim Sankt Nikolaus (VDP.Große Lage)
- Oestricher Doosberg (VDP.Große Lage)

## Rebsorten
- 95 % Riesling
- 5 % Spätburgunder

Die Trauben werden zu 100 % in Handlese geerntet. Für die Rieslingtrauben erfolgt zu 100 % eine langsame und schonende Ganztraubenpressung.

## Qualitätsstufen
Die Weine werden gemäß der VDP-Klassifikation in vier Stufen eingeteilt:
- VDP.Gutswein: Jacobus
- VDP.Ortswein: Rheinschiefer Hallgarten Riesling, Quarzit Oestrich Riesling
- VDP.Erste Lage: Hallgartener Hendelberg, Oestricher Klosterberg
- VDP.Große Lage: Lenchen, Doosberg, Sankt Nikolaus

Die Sortimentsspitze bilden die sogenannten PJK.Unikate, Landgeflecht und Schlehdorn, der zuletzt mit 97 Parker Punkten bewertet wurde.

## Auszeichnungen
Winzer Peter Jakob Kühn wurde im Gault Millau Weinguide zu Deutschlands "Winzer des Jahres" 2016 gewählt. Im selben Jahr erhielt er die Auszeichnung des Falstaff Wein- und Genussmagazins für sein "Lebenswerk" sowie den Titiel "Beste Kollektion" im Falstaff Weinguide 2016. In ihrem Beitrag "Unsere Lieblinge 2019 – Die besten Köche und Winzer" kürten Gastronomiekritiker und -journalist Jürgen Dollase und Stephan Reinhardt (Verkoster von Robert Parker für Deutschland und Österreich) das Weingut Peter Jakob Kühn als "Weißwein(macher) des Jahres".
- 5 Trauben Gault&Millau[7]
- 5 Sterne Eichelmann[8]
- W+++ Wein-Plus.eu
- empfohlen im Falstaff Wein Guide[9]
- Mundus Vini BioFach
- Best of Bio
- AWC Vienna
- Challenge Millésime Bio

## Mitgliedschaften
- Verband Deutscher Prädikatsweingüter (VDP)
- Demeter
- La Renaissance des Appellations